# 法國航空296號班機空難
法国航空296号班机（AF296）是一架全新的A320-111客机，註冊編號F-GFKC。1988年6月26日，此架客機以296號班次包機的名義載客参加了一个航空展藉以作其問世時第一次的對外性能展示，原定沿米卢斯-阿布塞姆机场的跑道作低空飞越課目；但它在實行上項飛行課目時竟持續缓慢地下降到離地30英尺的距离，不及拉高，最后撞上跑道一端的森林並墜毀爆炸。機上3名乘客死亡。事故原因至今尚有争议，因为法國官方事故调查指責機長有许多不符合规定的操作並忽視飛航系統危險警告，但機長也反過來指控法國官方意圖掩飾A320型客機之線傳飛控有致命性的缺陷。这是第一起空中巴士A320坠机事件，該架飛機也寫下全世界交機後最快毀壞的紀錄：從交機到事發只有兩天。
由於剛好是在航空展中飛行，許多觀眾都用錄影機拍攝，加上當時機內也有乘客拍下降落過程，因此和蘇城空難、衣索比亞航空961號班機空難成為少數具有完整影像紀錄的空難事件。

## 事故經過
空中巴士A320客機於1988年問世，而法國航空所屬註冊編號F-GFKC之A320-111更是全世界第三架出廠的全新機，事發前兩天才完成交機。當時法航以及空中巴士公司想藉展示此一全新機種來達到宣傳效果，因此派遣了機隊訓練機長米歇爾·奥塞利（Michel Asseline）以及資深副駕駛皮耶·馬茲耶（Pierre Mazières）於1988年6月26日飛航AF296號包機班次，此班次機上有130名乘客與6名機組員（包括正副駕駛）共136人。依據其飛行計畫，阿薩林機長將以最大攻角機鼻向上於100英尺低空飛越米盧斯-阿布塞姆機場的跑道上空藉以向在機場參觀航空展的民眾以及機上乘客展示飛機性能。但在沿著跑道低飛的過程之中其滯空高度竟然持續下降到僅剩下30英尺，機組人員未能及時發現，當阿薩林機長發現要拉高高度時已來不及，飛機最後坠毁在跑道一端之外的森林之中並引發火災。
飛機墜地當時並非極為嚴重的致命性毀壞，因此全機所有人在事故發生的第一時間除有人受傷之外皆全員生還；但是在之後乘客欲逃離已失火機身的混亂當中造成一位兒童被其座位之座椅椅背以及安全帶卡住，另一位年紀較大的乘客見狀欲助其脫困，但已來不及；此時火勢擴大並產生有毒濃煙，此兩人以及另一名兒童共三人不幸死亡。

## 官方报告
由於這是空中巴士A320機型在第一次公開於世人眼前，在這次原本可以讓空中巴士公司以及法國政府顏面有光的航空展中竟發生如此災禍，法國政府極為震驚；因此在事故發生之後法國官方組成了一個以法航資深機長克勞德·貝契（Claude Bechet）為首的調查小組來調查此一事故；經調查後調查小組將此一事故認定為人為疏失，其中包括了：
1. 法航並未提供即時有效的飛航資料給機長，造成機長在飛航當時的一些混亂（機長在駕機飛至現場上空時才發現實際要飛越的跑道長度比計畫中的跑道長度還要短，此狀況可能造成機長來不及應變）。
2. 機長的人為疏失：調查小組認為機長忽略高度計顯示高度過低，以致造成來不及拉昇高度最後飛機墜毀。

## 機長一方所提出的争议问题
阿薩林機長首先提出了事發當時飛機上的主高度計是處於失效的狀況，而備用的無線電感應式高度計也難以判讀，以至於他在事發當時未能察覺到高度過低。主導調查的貝契雖然對阿薩林所言備用高度計難以判讀部分有些許認同，但仍判定阿薩林該為「誤判飛行高度」此一部份負責。
之後阿薩林認為法國當局似乎因為要維持空中巴士的名譽而不斷的把這整起事件結論給引導至機長的人為疏失，在內心對官方不信任的狀況之下退出官方調查小組並訴諸輿論。他陸續提出了以下疑點：
1. 在他發現高度過低時他曾加大油門試圖增加引擎推力讓飛機高度增加，但油門反應似乎過慢。
2. A320的線傳飛控系統疑似在事發當時跳至降落模式，以致高度不斷下降直至最後肇禍（官方後來查證是因升力不足導致飛機失速保護啟動）。
3. 黑盒子內容疑似遭到竄改。
4. 空中客车A320飞控系统漏洞：当时该机无线电高度30ft 且最大仰角通场飞行，触发了当时空中客车A320飞控系统的失速保护，在阿薩林机长下令最大油门爬升的同时飞控系统自主保护并向控制系统输出“压低仰角以增大空速”的指令，导致该机无法爬升而冲进树林（此点经过空难调查组在事后真机模拟确认，《空中浩劫》第九季第3集“人機對抗（法航296航班）”有提及）。

尤其是第三項，經阿薩林請英國專家判讀的結果，發現黑盒子其內部紀錄與實際時間有約四秒的時間差，疑似其紀錄內容已遭竄改；這段時間差足以影響到「當時引擎是否正常動作」此項結果的判讀，但當時已對阿薩林等提出誤殺指控的法國司法當局對此不予採信。

## 結果
官方調查報告依然將此一事件的原因認定為人為疏失，爾後的法律訴訟結果也照著這趨勢來走；機長阿薩林和副駕駛馬茲耶，两个法航主管和赞助航空展的飛行俱乐部主席被指控误杀。所有5人被判有罪。機長阿薩林被判处10个月徒刑。阿薩林對此判決不服，并表示他将繼續上诉以證實自己的清白。
另外官方的調查報告結論也提出了以下要求改進的項目：
1. 任何參加航空展的飛機除駕駛機組員外皆不得載運任何乘客。
2. 在擬定航空展飛行表演計畫時，飛航組員須熟悉機場狀況，航空公司所提出的飛航程序也要經過審查，以確保飛航組員能遵守官方規範的安全飛行高度。

此一事件虽然未重創空中巴士公司，但最终导致A320-100直接停产，由A320-200代替。

## 相關紀錄片
- Final report concerning the accident which occurred on Jun 26th 1988 at Mulhouse-Habsheim (68 ) to the Airbus A 320, registered F-GFKC （页面存档备份，存于） （英文）
- YouTube上的空難發生時的影片
- 此次事故被拍成《空中浩劫》第九季第3集“人機對抗”